# Eusmilus
L'eusmilo (gen. Eusmilus) è un mammifero estinto vissuto nell'Oligocene (tra 37,2 e 28,4 milioni di anni fa) in Nordamerica (Stati Uniti) e in Europa (Francia).

## Tassonomia
Sono attualmente riconosciute tre specie di Eusmilus: E. bidentatus e E. villebramarensis. Ekgmoiteptecela MacDonald, 1963 viene da alcuni autori considerata un sinonimo di Eusmilus, mentre per altri è un sinonimo di Hoplophoneus. La terza specie, E. adelos, è stata descritta nel 2021 e viene considerata la più grande del genere.
Uno studio del 2016 ha proposto di spostare tutte le specie nordamericane al genere Hoplophoneus.

## Due denti lunghissimi
L'eusmilo poteva raggiungere i 2,5 metri di lunghezza e l'altezza di un leopardo; era dotato di un corpo lungo e basso, sorretto da zampe relativamente corte. Con ogni probabilità questo predatore preferiva tendere agguati agli erbivori dell'Oligocene piuttosto che inseguirli in terreno aperto. Raggiunta la preda, l'eusmilo la abbatteva con i lunghi canini superiori.
Una caratteristica dell'eusmilo è data dalla dentatura fortemente ridotta: al posto dei soliti 44 denti presenti nei carnivori, in Eusmilus i denti erano ridotti a 26; questo per fare spazio agli enormi canini. Le sue fauci erano strutturate in modo tale da potersi aprire fino a 90 gradi, cosicché l'eusmilo potesse utilizzare i canini nel miglior modo possibile. Inoltre, una flangia ossea era presente su ciascun lato della mandibola, in corrispondenza dei due giganteschi denti. Questa flangia, in vita, funzionava da "guaina" per riporre le micidiali armi quando queste non erano usate.
In un giacimento degli Stati Uniti, dove è stato rinvenuto Eusmilus, è stato rinvenuto anche un cranio di un altro “falso gatto”, Nimravus; questo cranio presenta un foro delle dimensioni esatte del canino di Eusmilus. Probabilmente, gli scontri tra questi predatori erano abbastanza frequenti.